# Rębielice Szlacheckie
Rębielice Szlacheckie – wieś w Polsce położona w województwie śląskim, w powiecie kłobuckim, w gminie Lipie.
W latach 1975–1998 miejscowość administracyjnie należała do województwa częstochowskiego. Wieś położona jest nad rzeką Liswartą.
W pierwszych dokumentach miejscowości występują pod nazwą Rambielice, Rambelicze, Rabyelicze. Pierwsza wzmianką w której pojawiają się Rębielice jest wspomnienie w 1266 roku, kiedy to książę Bolesław Pobożny nadał Ubysławowi s. Langnica: Parzymiechy, Kochlew i Rębielice. Miejscowości te przeniesione zostały prawo niemieckie. Wzmiankę tę odnajdujemy w siódmej Księdze podkomorskiej wieluńskiej. Dokument ten informuje również, że miejscowości zostały przeniesione na prawo niemieckie. W tym czasie miejscowości te zostają wymieniane jako „terra Rudensis” co najprawdopodobniej należy wiązać z jedną z najstarszych w południowej Wielkopolsce, a najstarszej w ziemi wieluńskiej, miejscowości jaką niewątpliwie jest Ruda, która na pewno istniała jeszcze w XI wieku, a być może i wcześniej jednak potwierdzone wzmianki na jej temat dotyczą roku 1106, w którym to roku doszło w niej do zabójstwa w czasie konsekracji kościoła powstałego w 1104 roku. Kolejną jest zamiana z 1268 roku, w którym to książę dał Piotrowi s. Cieszęty( lub też inaczej Cesanty), za Chotynin wsie na prawie niemieckim: Kokanin i Rębielice. Informację na ten temat można odszukać w Kodeksie dyplomatycznym Wielkopolski. W dokumentach XIII-wiecznych pojawia się tylko dwukrotnie i najprawdopodobniej źródła te dotyczą obecnych Rębielic Szlacheckich lub też ówczesnej północnej części Rębielic, które zapewne funkcjonowały w nazewnictwie jako jedna całość z czasem wyodrębniając dwie części zgodnie z ich przynależnością. Zresztą jeszcze do XIX wieku nazwa Rembielice obejmowała obie miejscowości, choć starano się je rozgraniczać zwracając uwagę na właściciela. Same początki Rębielic są wcześniejsze jeszcze o kilkanaście lat.